# Camillo Jerusalem
Camillo Jerusalem (Vienna, 3 aprile 1914 – Vienna, 25 luglio 1989) è stato un calciatore, allenatore di calcio e dirigente sportivo austriaco naturalizzato francese, di ruolo Attaccante.
Era soprannominato Karli, un tentativo di "viennesizzare" il suo inconsueto nome.

## Carriera

### Giocatore e allenatore

#### Club
Dopo gli inizi con i Landstraßer Amateuren, Jerusalem fu messo sotto contratto dall'Austria Vienna nel 1930, con uno stipendio-base di 80 scellini al mese. Nel 1934-1935 si aggiudicò la Wiener-Cup e, l'anno seguente, aiutò la sua squadra a bissare il successo nella coppa nazionale e ad aggiudicarsi la Coppa Mitropa. In occasione della finale di ritorno della competizione, a Praga contro lo Sparta, fu sua la rete decisiva per fissare il punteggio sull'1-0 e dare il trofeo ai violette.
Nel 1936-1937 sfiorò il titolo con l'Austra; il suo stipendio mensile era già salito a 300 scellini, una somma ragguardevole per l'epoca. Ma nel 1938, dopo l'Anschluss, lasciò Vienna per giocare nel Sochaux. Mentre si trovava in Francia, Jerusalem si sposò con una donna di Colmar e ottenne, più tardi, la cittadinanza francese. Durante la guerra dovette patire la prigionia in un campo a Langres e lavorò poi come controllore della manodopera alla Lokomotivfabrik Floridsdorf.
Dopo il termine delle ostilità giocò di nuovo per alcuni mesi con l'Austria Vienna, nella stagione 1945-1946, prima di tornare in Francia. Lì passò gli ultimi anni di carriera fra Division 1 e Division 2, con le maglie di Sochaux, Roubaix-Tourcoing (con cui fu campione nazionale nel 1947), Colmar e Besançon. Andò infine a chiudere la carriera in Svizzera, prima al Servette con cui vinse il campionato nel 1950, e poi come allenatore-giocatore al Grenchen.

#### Nazionale
A partire dal suo esordio, il 17 maggio 1936 in un Austria-Italia 2-2, Jerusalem giocò 12 partite per la nazionale austriaca, segnando 6 reti. Dopo l'Anschluss e la sua partenza per la Francia, rifiutò di giocare per la nazionale tedesca.

### Dirigente
Dopo il ritiro tornò a Vienna, dove fu dirigente del Red Star e di altre piccole società di calcio.

## Palmarès

### Giocatore

#### Club

##### Competizioni nazionali
- Coppa d'Austria: 2

Austria Vienna: 1934-1935, 1935-1936
- Campionato francese: 1

Roubaix-Tourcoing: 1946-1947
- Campionato svizzero: 1

Servette: 1949-1950

##### Competizioni internazionali
- Coppa dell'Europa Centrale: 2

1933, 1936